# 1767 Lampland
1767 Lampland eller 1962 RJ är en asteroid i huvudbältet, som upptäcktes 7 september 1962 av Indiana Asteroid Program vid Indiana University Bloomington med Goethe Link Observatory. Asteroiden har fått sitt namn efter astronomen Carl Otto Lampland.
Asteroiden har en diameter på ungefär 15 kilometer och den tillhör asteroidgruppen Eos.